# Julio Béjar
Julio Béjar (Almería, 1987) é dramaturgo, poeta e diretor de teatro espanhol, Prêmio Nacional de Teatro Calderón de la Barca 2021.

## Biografia
Béjar é licenciado em Letras Língua Espanhola. Continuou estudos de pós graduação em Enseignement et Recherche pela Universidade Lumière de Lyon. Além disso, estudou Direção Cênica e Dramaturgia na RESAD.

## Prêmios e reconhecimentos
- Prêmio Ciudad de Tudela de Poesía, 2015.
- Prêmio Nacional de Teatro Calderón de la Barca por Começa por F, 2021 .[3]
- Programa de Desarrollo de Dramaturgias Actuales del INAEM, 2022.
- Laboratorio de Escritura Teatral de la SGAE, 2022.
- Proyecto Nuevas Dramaturgias de Donostia Kultura, 2022.
- Aluno de Honra de la Universidad de Almería, 2022.

## Poesia
- Manual de uso para mudanças, 2013.
- Algo se moveu. Antologia de jovens poetas andaluces, 2018.
- Conocimiento del medio, 2020.[4]
- Transumância, 2023.

## Teatro
- Mudanças, 2015.
- Aura, 2018.
- 8,56, 2019.[5]
- Começa por F, 2022.
- Dummies, 2022. [Texto completo]
- Palomares (a praia de Plutão), 2023.